# Hampton (New York)
Hampton è un comune (town) degli Stati Uniti d'America situato a nord-est della Contea di Washington, nello Stato di New York. Nel censimento del 2010 la popolazione era di 938 abitanti.

## Storia
Quest'area dello Stato fu oggetto di una disputa giurisdizionale tra lo Stato di New York e il Vermont. La soluzione di tale controversia si ebbe dopo il 1890. La città venne fondata nel 1786 da Gideon G. Warren con il nome di Hampton Corners.